# Alexander De Croo
Alexander De Croo (Vilvoorde, 3 de novembro de 1975) é um político liberal, economista e empresário flamengo. Que ocupou o cargo de primeiro-ministro da Bélgica de 2020 até sua renúncia em 2024, permanencendo interinamente em funções até fevereiro de 2025. 
e de 2009 a 2012, foi líder do partido dos Liberais e Democratas Flamengos (Open VLD) e, de 2018 a 2020, foi Ministro das Finanças do país. Em 30 de setembro de 2020, foi anunciado que ele assumiria o cargo de primeiro-ministro da Bélgica, sucedendo a Sophie Wilmès.
Durante o seu mandato como vice-primeiro-ministro, foi Ministro das Pensões, de 2012 a 2014, Ministro da Cooperação para o Desenvolvimento, de 2014 a 2020, e Ministro das Finanças, de 2018 a 2020.